# Dijkshoek
Dijkshoek (Fries: Dykshoeke) is een buurtschap in de gemeente Waadhoeke, in de Nederlandse provincie Friesland. Dijkshoek ligt bij de Waddenzee ten noorden van Tzummarum aan de Camstrawei en bestaat uit voornamelijk boerderijen aan de rand van de Hornestreek. 
Dijkshoek ligt op een driesprong en grenspunt; ten oosten ligt de Westhoek, ten westen ligt Koehool (waar in de Tweede Wereldoorlog een bunkercomplex heeft gestaan) en ten zuiden de Griene Dyk.

## Geschiedenis
In bronnen staat vermeld dat Terschelling voor de Watersnoodramp in het jaar 1287 (ook wel St. Hubertusvloed genoemd) te voet bereikbaar was vanaf 'Dijkshorn' aan de Friese kust naar Hoorn. Hierdoor was Hoorn de belangrijkste plaats op het eiland. Na deze ramp was deze passage niet meer mogelijk en kwam de verbinding van Terschelling op West-Terschelling te liggen. Of met Dijkshorn het huidige Dijkshoek bedoeld werd is niet meer met zekerheid vast te stellen.
Dijkshoek of Dijkshorne zijn algemene benamingen en kunnen vaker gebruikt zijn. Het veengebied tussen Terschelling en de Friese kust heeft mogelijk meer onbekende ongedocumenteerde dijken gehad, zo zou een dorp Westerbierrum in zee zijn verdwenen, wellicht door dezelfde stormvloed. Op opgemaakte kaarten door de Romeinen is te zien dat er veengebieden en mogelijk bossen van Terschelling tot (aan) de Friese kust lagen. Daar 'horne' Fries voor 'hoek' is en later de Nederlandse benamingen gebruikt worden voor Friese namen lijkt het om één en dezelfde plaats te gaan, mogelijk is Dijkshoek een overblijfsel van het oorspronkelijk Dijkshorne.
Zoals de naam luidt lag het vroegere Dyckshoek in een hoek van de Waddenzeedijk en de Griene Dyk en lag het vroeger aan de grens van de Waddenzee en de Middelzee. Mede door de aanslibbing na de aanleg van de Afsluitdijk in 1932 ging het belang en betekenis van de buurtschap verloren. Een voorname inkomstenbron bestond vroeger uit de visserij en werd er gevaren op de waddeneilanden Terschelling en Ameland, getuige een herberg die hier ook ooit heeft gestaan. De ligging is vergelijkbaar met die van Zwarte Haan (vroeger Swarte Hoarne genoemd) , dat ook een driesprong is en een soortgelijke betekenis heeft gehad (zij het in een latere periode). De nieuwe waddenzeedijk heeft ervoor gezorgd dat Dijkshoek binnendijks is komen te liggen. Tegenwoordig staan er nog enkele boerderijen en een huis.

## Terminus
De Terminus is een stenen grenspaal op de zeedijk bij Dijkshoek.  Na een geschil tussen grietenijen om de rechten van ontstane buitendijkse kwelders geeft de "Terminus" sinds 1559 officieel de grens aan tussen het nieuwe land (Het Bildt) en het oude land (Barradeel, Hennaarderadeel, Baarderadeel, Franekerdeel en Menaldumadeel). De lange grens(as) van de terminus rooit op de voormalige kerk Sinte Brandaris op Terschelling (nu vuurtoren de Brandaris) en op de buitendijkse sloot van Gerrit van Loo.
Steden, dorpen en gehuchten: Achlum · Baijum · Beetgum · Beetgumermolen · Berlikum · Blessum · Boer · Boksum · Deinum · Dongjum · Dronrijp · Engelum · Firdgum · Franeker · Herbaijum · Hitzum · Klooster-Lidlum · Marssum · Menaldum · Minnertsga · Nij Altoenae · Oosterbierum · Oudebildtzijl · Peins · Pietersbierum · Ried · Ritsumazijl · Schalsum · Schingen · Sexbierum · Sint Annaparochie · Sint Jacobiparochie · Slappeterp · Spannum · Tzum · Tzummarum · Vrouwenparochie · Welsrijp · Westhoek · Wier · Winsum · Zweins

Buurtschappen: Arkens · Bonkwerd · Dijkshoek · Doijum · Fatum · Hatsum · Het Hooghout · Kie · Kiesterzijl · Kingmatille · Klooster Anjum · Koehool · Laakwerd · Lutjelollum · Miedum · Nieuwebildtzijl · Oosterend · Oosthoek · Rewerd (deels) · Roptazijl (deels) · Salverd · Schildum · Sopsum · Stad Niks · Tolsum · Tritzum · Tjeppenboer · Vrouwbuurtstermolen (deels) ·  Weakens · Westerend · Zwarte Haan

Voormalige buurtschappen:Barrum · De Kampen · De Poelen · De Vlaren · Dijksterhuizen · Franjumerburen · Holprijp · Koum · Langwerd · Teetlum · Memerd · War 

Friesland: Steden en dorpen      Nederland: Provincies · Gemeenten